# Ligularia dentata
Ligularia dentata là một loài thực vật có hoa trong họ Cúc. Loài này được (A.Gray) Hara mô tả khoa học đầu tiên năm 1939.